# 徐天贵
徐天贵（1918年5月—1994年4月13日），男，山西辽县人，中华人民共和国政治人物，曾任中共湖南省委常委兼秘书长，湖南省人大常委会副主任。